# تری‌اتیل اورتوفورمات
تری‌اتیل اورتوفورمات (به انگلیسی: Triethyl orthoformate) یک ترکیب شیمیایی با شناسه پاب‌کم ۳۱۲۱۴ است. 